# Passion (Geri Halliwell)
Passion è il terzo album della cantante britannica Geri Halliwell, pubblicato il 6 giugno 2005 dall'etichetta discografica EMI.
L'album, che è stato realizzato in Europa, Asia, America Latina e Canada, ma non negli Stati Uniti fu accolto in modo freddo dalla stampa, pur avendo quattro anni di lavoro sulle spalle.
Si presentò molto vario rispetto ai precedenti, poiché conteneva sia brani dance e pop sia alcuni brani nu-swing.

## Singoli estratti
Dall'album sono stati estratti solo due singoli, poiché la cantante ha deciso di non proseguire la promozione del disco. Il primo singolo era intitolato Ride It e fu pubblicato nel tardo 2004 come singolo di lancio, perché l'album era atteso inizialmente per i primi mesi del 2005, mentre il secondo ed effettivo singolo di lancio fu Desire, pubblicato nel maggio del 2005, qualche settimana prima della pubblicazione del disco.

## Tracce escluse
Per svariati motivi, alcune tracce sono state registrate ma furono poi, in un secondo momento, depennate dalla lista tracce finale dell'album.
- 100% Pure Love e Set Me Off sono state escluse dopo la decisione della casa discografica di incidere altre canzoni, poiché riteneva la tracklist poco coinvolgente. Furono così sostituite da Desire (Geri Halliwell) e Surrender Your Groove. 100% Pure Love è una reinterpretazione in versione più ritmata dell'omonima canzone degli Crystal Waters ed è stata diffusa su Internet in versione demo. Più recente è invece la diffusione di Set Me Off, del novembre 2007.[3]
- Geri's Got Her Groove Back[4]
- Turn It On[5]

## Tracce
CD (Virgin 3119152 (EMI) / EAN 0094631191527)
1. Passion – 2:56 (Geri Halliwell, Peter-John Vettese)
2. Desire – 3:22 (Geri Halliwell, Henrik Korpi, Mathias Wollo, Terry Ronald)
3. Love Never Loved Me – 4:04 (Geri Halliwell, Hannah Robinson, Ian Masterson)
4. Feel the Fear – 4:15 (Geri Halliwell, Andy Watkins, Paul Wilson)
5. Superstar – 3:59 (Guy Chambers, Geri Halliwell)
6. Surrender Your Groove – 2:58 (Geri Halliwell, Henrik Korpi, Mathias Wollo, Terry Roland)
7. Ride It – 3:46 (Geri Halliwell, Quiz & LaRossi, Savan Kotecha)
8. There's Always Tomorrow – 3:48 (Geri Halliwell, Hannah Robinson, Ian Masterson, Joe Holweger)
9. Let Me Love You More – 4:06 (Geri Halliwell, Hannah Robinson, Ian Masterson)
10. Don't Get Any Better – 3:23 (Geri Halliwell, Andy Watkins, Paul Wilson, Tracy Ackerman)
11. Loving Me Back to Life – 3:23 (Guy Chambers, Geri Halliwell)
12. So I Give Up on Love – 5:43 (Geri Halliwell, Peter-John Vettese)

Durata totale: 45:43

## Formazione
- Geri Halliwell - voce
- Phil Palmer - chitarra acustica
- Andy Duncan - programmazione
- Peter-John Vettese - tastiera, cori, programmazione, chitarra, batteria
- Guy Chambers - chitarra acustica, basso, chitarra baritona
- Phil Spalding - basso
- Magnus Lind - fisarmonica
- Damon Wilson - batteria
- Richard Rorbson - programmazione
- Tim Van Der Kuil - chitarra
- Dave Arch - pianoforte
- Sam Dixon - basso
- John Themis - chitarra
- Frank Ricotti - percussioni
- Anders Hedlund - batteria
- Mitch Dalton - chitarra acustica
- Matthew Vaughan - tastiera, programmazione
- Joe Holweger - chitarra elettrica, basso
- Phil Todd - sassofono tenore, sax alto, flauto
- Chris Davis - sassofono tenore, sax alto, flauto
- Hannah Robson, Gary Nuttall, Claire Worrall, Andy Caine, Molly Watkins, Tracy Ackerman, Emma Holmgren, Mitch Stevens - cori

## Classifiche
| Classifica (2005) | Posizione raggiunta |
| ----------------- | ------------------- |
| Arabia Saudita    | 10                  |
| Argentina         | 17                  |
| Slovacchia        | 17                  |
| Grecia            | 37                  |
| Brasile           | 39                  |
| Regno Unito       | 41                  |
| Italia            | 49                  |
| Canada            | 127                 |